# Rastrellamento del ghetto di Roma
Il rastrellamento del ghetto di Roma fu una retata antiebraica compiuta durante l'occupazione tedesca di Roma, tra le 5:30 e le 14:00 di sabato 16 ottobre 1943, da cui il ricordo di questo giorno come sabato nero.
Condotto da truppe tedesche appartenenti alle SS e alla polizia d'ordine (Ordnungspolizei), con la collaborazione dei funzionari del regime fascista della Repubblica Sociale Italiana, il rastrellamento portò all'arresto di 1 259 persone, di cui 689 donne, 363 uomini e 207 tra bambini e bambine, quasi tutti appartenenti alla comunità ebraica romana. Gli arresti vennero attuati principalmente in via del Portico d'Ottavia e nelle strade adiacenti, ma anche in altre differenti zone della città di Roma.
Dopo il rilascio di un certo numero di componenti di famiglie di sangue misto (mischlinge) o stranieri, 1 023 rastrellati furono deportati direttamente nel campo di sterminio di Auschwitz. Soltanto 16 di loro sopravvissero (15 uomini e una donna, Settimia Spizzichino morta nel 2000).

## Gli ebrei a Roma

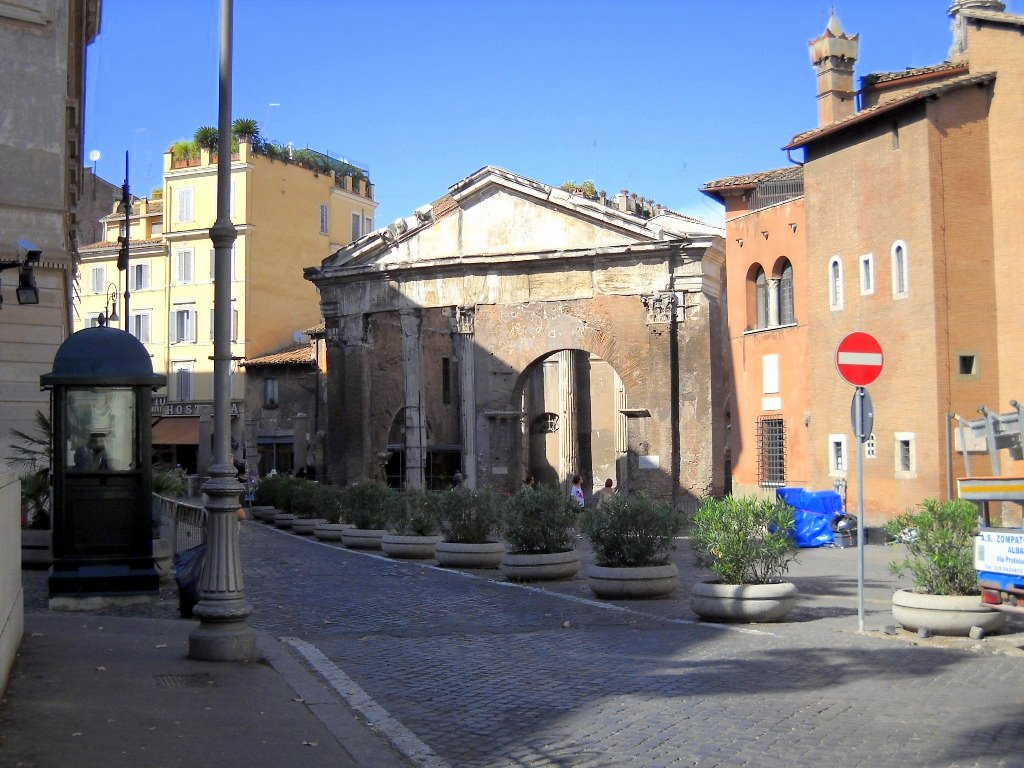
L’ingresso al portico di Ottavia

I primi ebrei si erano insediati a Roma nel II secolo a.C. e la loro consistenza aumentò sensibilmente dopo la prima guerra giudaica condotta dal futuro imperatore Tito (66-70 d.C.).
Nel 1555, papa Paolo IV ordinò la reclusione di tutti gli ebrei di Roma in un'area del rione Sant'Angelo, tra l'antico Portico d’Ottavia e la sponda del Tevere. Il luogo, recintato da mura, era dotato di porte che venivano chiuse dal tramonto all'alba e, così come l'analogo luogo di reclusione veneziano, fu ben presto chiamato "ghetto". Nel 1825, papa Leone XII ampliò il ghetto ebraico con un ulteriore isolato dell'attuale via della Reginella.
Pio IX, nel 1848, abbatté le mura del ghetto e liberalizzò la residenza degli ebrei a Roma. Il rione, tuttavia, continuò ad essere abitato, in stragrande maggioranza, da cittadini di religione ebraica.
Nel settembre del 1943, la comunità ebraica romana contava tra le 8 000 e le 12 000 persone.

## Il ricatto di Kappler
All'indomani dell'occupazione tedesca di Roma (10 settembre 1943), Herbert Kappler, tenente colonnello delle SS, comandante dell'SD e della Gestapo a Roma, ricevette un messaggio da Heinrich Himmler, ministro dell'interno, comandante delle forze di sicurezza della Germania nazista e teorico della soluzione finale della questione ebraica: "i recenti avvenimenti italiani impongono una immediata soluzione del problema ebraico nei territori recentemente occupati dalle forze armate del Reich".
Il 24 settembre successivo, Himmler fu più esplicito: in un telegramma segreto e strettamente riservato per il colonnello Kappler disponeva che "tutti gli ebrei, senza distinzione di nazionalità, età, sesso e condizione, dovranno essere trasferiti in Germania ed ivi liquidati. Il successo dell'impresa dovrà essere assicurato mediante azione di sorpresa".
Nel pomeriggio di domenica 26 settembre 1943, Kappler convocò presso il proprio ufficio a Villa Wolkonsky il Presidente della Comunità Ebraica di Roma, Ugo Foà, e quello dell'Unione delle Comunità Ebraiche Italiane, Dante Almansi, intimando loro la consegna, entro trentasei ore, di almeno 50 chilogrammi d'oro, minacciando, prima, la deportazione di duecento ebrei romani verso la Germania, poi, di tutta la comunità ebraica. In cambio dell'oro, Kappler promise agli ebrei l'incolumità.

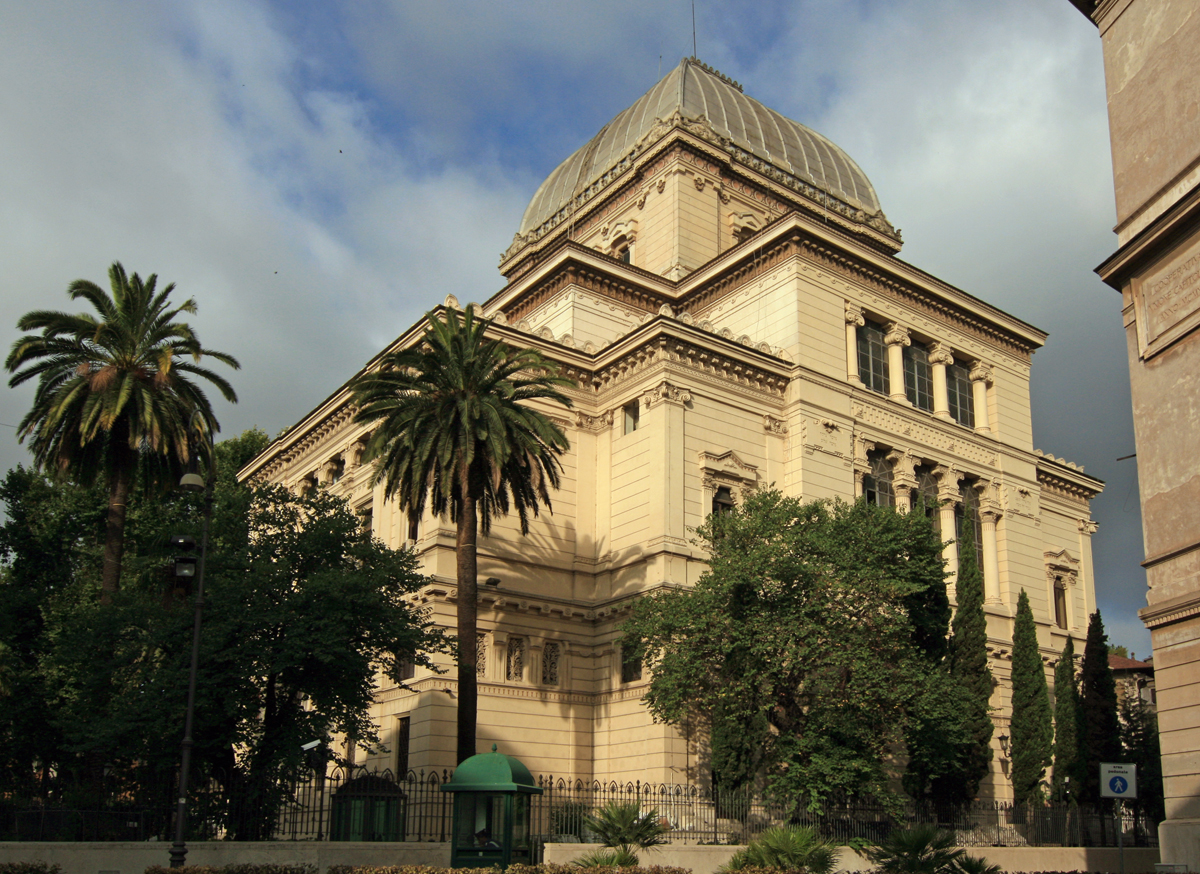
Il Tempio maggiore all’interno del ghetto di Roma

La mattina dopo iniziò la raccolta dell'oro all'interno del Tempio maggiore (sinagoga). Nel pomeriggio la Santa Sede, informata del ricatto di Kappler, comunicò in via ufficiosa che avrebbe autorizzato un prestito in lingotti d'oro sino al raggiungimento dei 50 chilogrammi richiesti dalla polizia tedesca, ma ciò non fu necessario.
Alle ore 18 di martedì 28, dopo una proroga dei termini di quattro ore, accordata dallo stesso Kappler, i capi della Comunità ebraica romana si presentarono a Villa Wolkonsky per la consegna dell'oro. Kappler li fece accompagnare da una scorta nel vicino edificio di Via Tasso 155, dove l'oro fu pesato per ben due volte e alla fine risultò pesare 50,3 chilogrammi.
Kappler spedì immediatamente l'oro a Berlino, al capo dell'ufficio centrale per la sicurezza del Reich, generale Ernst Kaltenbrunner, con una lettera di accompagnamento nella quale si esprimevano perplessità sulla fattibilità della deportazione e si suggeriva di utilizzare gli ebrei romani come mano d'opera per lavoro obbligatorio.
Kaltenbrunner rispose sdegnato: "È precisamente l'estirpazione immediata e completa degli ebrei in Italia nell'interesse speciale della situazione politica attuale e della sicurezza generale in Italia". A guerra finita, l'oro fu trovato intatto nella cassa, in un angolo dell'ufficio di Kaltenbrunner.
Nei primi giorni di ottobre arrivò a Roma con uno staff di una decina di uomini Theodor Dannecker, collaboratore di Eichmann e dotato di esperienza acquisita nell'organizzare la deportazione degli ebrei da diverse città europee, il quale chiese a Kappler collaborazione logistica e operativa per la progettata deportazione degli ebrei romani. «Gli risposi - avrebbe dichiarato Kappler al processo del 1948 che lo vide imputato - di rivolgersi al commissario Raffaele Alianello, della polizia fascista, che faceva da collegamento con quella tedesca e costui fornì venti agenti». Scrive lo storico Bruno Maida: «Alloggi, forze da utilizzare, la schedatura completa degli ebrei romani: Dannecker ebbe in poche ore tutti gli strumenti per organizzare la "caccia" nella città. Altri quattordici ufficiali e sottufficiali tedeschi, seguiti da trenta militi, lo raggiunsero nei giorni seguenti, portando con loro l'esperienza acquisita nella caccia agli ebrei in Europa orientale».
Il 14 ottobre successivo, Kappler ordinò il saccheggio delle due biblioteche della Comunità ebraica e del Collegio rabbinico e fece caricare due vagoni ferroviari diretti in Germania con materiale di inestimabile valore culturale. Gli agenti di Kappler portarono via anche gli elenchi completi dei nomi e degli indirizzi degli ebrei romani. Alla successiva individuazione dei domicili collaborarono anche i commissari di pubblica sicurezza Raffaele Aniello e Gennaro Cappa.
Lo stesso giorno, Kappler inviò una lettera al comandante del campo di sterminio di Auschwitz, Rudolf Höss, comunicandogli che avrebbe ricevuto intorno al 22-23 ottobre un carico di oltre 1 000 ebrei italiani e di prepararsi a concedere loro il "trattamento speciale".

## La retata

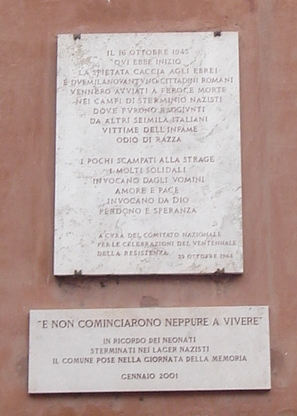
Lapidi al ghetto di Roma datate 23 OTTOBRE 1964 e GENNAIO 2001

All'alba di sabato 16 ottobre 1943, giorno festivo per gli ebrei, scelto appositamente per sorprenderne il più possibile, 365 uomini della polizia tedesca, coadiuvati da quattordici ufficiali e sottufficiali, effettuarono il rastrellamento in maniera mirata (grazie al censimento degli ebrei svolto anni prima dal governo Mussolini) degli appartenenti alla comunità ebraica romana. Nessun italiano fu ritenuto abbastanza fidato da Kappler per partecipare all'azione. Un centinaio di uomini circa furono destinati all'operazione all'interno del ghetto e i rimanenti nelle altre zone della città.
A parte l'Einsatzkommando di Dannecker (meno di dieci persone), le forze tedesche che attuarono il rastrellamento erano composte in prevalenza da uomini della polizia d'ordine (Ordnungspolizei), in numero di oltre trecento, provenienti da tre unità  «formate pochi mesi prima e composte prevalentemente da riservisti», le quali «si trovavano a Roma per sorvegliare le strade d’accesso alla “città aperta” e le sedi ufficiali delle forze di occupazione tedesca, compreso il carcere di Regina Coeli». Più in specifico furono coinvolte le seguenti unità della Ordnungspolizei: la quinta compagnia del II battaglione del 15º reggimento di SS e polizia, proveniente dall’Alsazia-Lorena; l'undicesima compagnia del III battaglione del 12º reggimento, proveniente da Amburgo; la terza compagnia del I° battaglione del 20º reggimento, proveniente dall’Austria. 
I tedeschi operarono prima bloccando gli accessi stradali e poi evacuando un isolato per volta e radunando man mano le persone rastrellate in strada. Anziani, invalidi e malati furono gettati con violenza fuori dalle loro abitazioni; si videro bambini terrorizzati che si aggrappavano alle gonne delle madri e donne anziane che imploravano invano pietà. Nonostante la brutalità dell'operazione, le grida e le preghiere strazianti, i rastrellati si ammassarono abbastanza disciplinatamente, tanto che, a detta di Kappler, non fu necessaria l'esplosione di alcun colpo di arma da fuoco.
I 1 259 complessivamente rastrellati, molti di loro ancora vestiti per la notte, vennero caricati in camion militari coperti da teloni e trasportati provvisoriamente presso il Collegio Militare di Palazzo Salviati in via della Lungara 82-83; rimasero nei locali e nel cortile del collegio per circa trenta ore, separati per genere ed in condizioni assolutamente disagiate. Tra essi vi fu anche un neonato, partorito il 17 ottobre dalla ventiquattrenne Marcella Perugia.
Il rapporto sull'operazione inviato via radio da Kappler al generale delle SS Karl Wolff, documento poi presentato durante il processo ad Adolf Eichmann dall'accusa, recita:
Accompagnamento di 30 uomini della polizia di ordine. Comportamento della popolazione italiana chiaramente di resistenza passiva; che in un gran numero di casi singoli si è mutata in prestazioni di aiuto attivo.
Per es. in un caso, i poliziotti vennero fermati alla porta di un'abitazione da un fascista in camicia nera, con un documento ufficiale, il quale senza dubbio si era sostituito nella abitazione giudea usandola come propria un'ora prima dell'arrivo della forza tedesca.
Si poterono osservare chiaramente anche dei tentativi di nascondere i giudei in abitazioni vicine, all'irrompere della forza germanica ed è comprensibile che, in parecchi casi, questi tentativi abbiano avuto successo. Durante l'azione non è apparso segno di partecipazione della parte antisemita della popolazione: ma solo una massa amorfa che in qualche caso singolo ha anche cercato di separare la forza dai giudei.
In nessun caso si è fatto uso di armi da fuoco.»
Secondo lo storico Michael Tagliacozzo, ci sono molte probabilità che il fascista menzionato da Kappler sia Ferdinando Natoni, riconosciuto come Giusto tra le nazioni per aver salvato dal rastrellamento le gemelle Mirella e Marina Limentani.
Svariate decine, o addirittura centinaia di ebrei, riuscirono a salvarsi grazie all'aiuto del gerarca fascista Achille Afan de Rivera e di sua moglie Giulia Florio, che abitando a ridosso del ghetto, a palazzo Costaguti, permisero ai fuggitivi di entrare attraverso una porta di servizio e poi scappare dall'ingresso principale in una zona non sorvegliata. 16 famiglie rimasero nascoste all'interno dell'edificio, salvandosi solo grazie all'adesione politica del padrone di casa, che convinse gli ufficiali della Gestapo a non perquisire l'abitazione.
La verifica dello status dei prigionieri condusse al rilascio di 237 di loro, identificati come cittadini stranieri, compreso uno di nazionalità vaticana, componenti di unioni o famiglie miste, compresi i partner ebrei ed altri arrestati risultati di “razza ariana”. Una giovane ventenne originaria di Ferrara, tal Piera Levi, arrestata casualmente con la madre nel centro di Roma mentre si trovavano ospiti di alcuni parenti, saputo che né il suo nome né quello della madre risultavano negli elenchi delle persone ricercate, riuscì a convincere Theodor Dannecker, che le interrogò quel pomeriggio tramite un interprete, che entrambe erano cattoliche e lei stessa ebrea solo per metà, ottenendo il rilascio di entrambe. Rimase nel gruppo una donna cattolica che si dichiarò ebrea per non abbandonare un giovane orfano molto malato che era stato affidato alle sue cure. Entrambi furono assassinati nella camera a gas al loro arrivo ad Auschwitz.

## La deportazione
I deportati furono trasferiti alla stazione ferroviaria Tiburtina, dove furono caricati su un convoglio composto da 18 carri bestiame. Ad essi si aggiunse spontaneamente Costanza Calò, sfuggita alla retata, ma che non volle abbandonare il marito e i cinque figli catturati.
Il convoglio, partito alle 14.05 di lunedì 18 ottobre, giunse al campo di concentramento di Auschwitz alle ore 23.00 del 22 ottobre ma i deportati rimasero chiusi nei vagoni sino all'alba. Nel frattempo, uno o due anziani erano già periti e, a nord di Padova, un giovane, Lazzaro Sonnino, era riuscito a fuggire, gettandosi dal convoglio in movimento. Il treno per Auschwitz fu accompagnato da un membro del commando di Dannecker (forse con altre due SS), e tra i
quindici e venti uomini della Ordnungspolizei, tutti membri della quinta compagnia: questi furono «alloggiati per una notte in un edificio
nei pressi del campo di Birkenau» e «fecero ritorno in Italia il giorno seguente, quando la maggior parte degli uomini, delle donne e dei bambini che erano su quel treno era già stata uccisa nelle camere a gas».
Fatti uscire dai vagoni, i deportati vennero suddivisi in due schiere: da una parte 820, giudicati fisicamente inabili al lavoro e dall'altra 154 uomini e 47 donne, dichiarati fisicamente sani. Gli 820 del primo gruppo furono immediatamente condotti nelle camere a gas, mascherate da “zona docce” e uccisi. Quello stesso giorno, i loro cadaveri, lavati con un getto d'acqua e privati dei denti d'oro, furono bruciati nei forni crematori.
I deportati dell'altro gruppo furono in parte destinati ad altri campi di sterminio. Tornarono in Italia solo 15 uomini e 1 donna. Tra coloro che rimasero ad Auschwitz, sopravvisse solo Cesare Di Segni. L'unica donna superstite, Settimia Spizzichino, sopravvisse alle torture di Bergen-Belsen.

## Il silenzio del Papa
Il Papa fu messo a conoscenza della razzia dalla principessa Enza Pignatelli, sua ex allieva, che aveva assistito in parte al rastrellamento e subito si era recata in Vaticano chiedendo udienza al Pontefice, che la ricevette immediatamente. Pio XII si mise senza indugio in comunicazione telefonica con il cardinale Segretario di Stato Luigi Maglione perché prendesse informazioni e si interessasse della questione.
Seguì un colloquio tra il cardinale Maglione e l'ambasciatore tedesco presso il Vaticano Ernst von Weizsäcker, al quale il segretario di Stato chiese di "intervenire in favore di quei poveretti", lamentandosi per il fatto che "proprio a Roma, sotto gli occhi del Padre Comune, fossero fatte soffrire tante persone unicamente perché appartenenti a una stirpe determinata". Alle richieste di Weizsäcker sul possibile comportamento della Santa Sede nel caso fossero continuati i rastrellamenti di ebrei, Maglione rispondeva che "La Santa Sede non vorrebbe essere messa nella necessità di dire la sua parola di disapprovazione".
Weizsäcker propose allora e ottenne che la protesta vaticana fosse affidata a una lettera del rettore della Chiesa tedesca a Roma Alois Hudal. Questi fu appositamente contattato dal nipote del Papa, Carlo Pacelli e inviò una lettera al generale comandante militare di Roma Reiner Stahel in cui auspicava la "non reiterazione degli arresti, per evitare un intervento pubblico del Papa contro di questi". Per il resto, Pio XII mantenne un riservato silenzio.
Domenica 17 ottobre un funzionario della Città del Vaticano si recò al Collegio Militare limitandosi a chiedere il rilascio degli ebrei battezzati; nemmeno tale richiesta fu esaudita in quanto, in base alla legislazione tedesca allora in vigore, gli ebrei convertiti non cessavano di appartenere alla “razza ebraica”.

## Comportamento vaticano dopo la deportazione

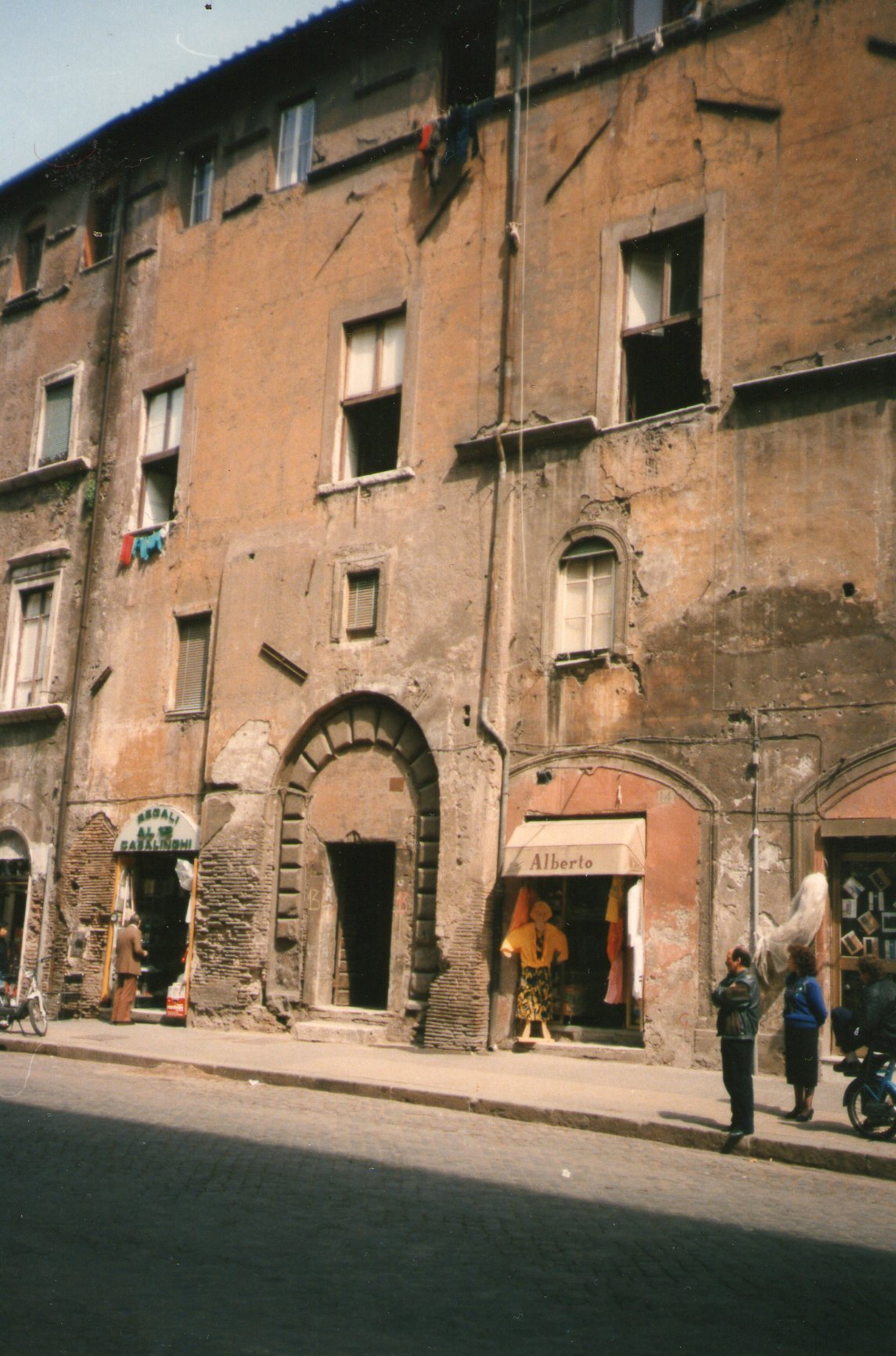
Via del Portico d'Ottavia 13, "Il portonaccio".

Solo il 25-26 ottobre, quando gli ebrei del ghetto erano già giunti ad Auschwitz e la maggioranza di essi era già stata soppressa, vi fu un articolo sull'Osservatore Romano mirante a giustificare il comportamento della Santa Sede, ma il cui contenuto appare quanto mai criptico per i non addetti ai lavori: "L'Augusto Pontefice… non ha desistito un solo momento dal porre in opera tutti i mezzi in suo potere per alleviare le sofferenze che in qualunque modo sono conseguenza dell'immane conflagrazione. Questa multiforme e incessante azione di Pio XII, in questi ultimi tempi si è anche maggiormente intensificata per le aumentate sofferenze di tanti infelici".
Il 28 ottobre 1943 Weizsäcker nella sua relazione al Ministro degli esteri tedesco poteva rassicurare il governo nazista sul fatto che "Il Papa, benché sollecitato da diverse parti, non ha preso alcuna posizione contro la deportazione degli ebrei da Roma" e che "Egli ha fatto di tutto anche in questa situazione delicata per non compromettere il rapporto con il governo tedesco e con le autorità tedesche a Roma. Dato che qui a Roma indubbiamente non saranno più effettuate azioni contro gli ebrei, si può ritenere che la spiacevole questione per il buon accordo tedesco-vaticano sia liquidata".
Ovviamente quando Weizsäcker affermava che "non saranno più effettuate azioni contro gli ebrei" faceva riferimento a rastrellamenti di intere zone della città come quello del 16 ottobre; ma a Roma la caccia agli ebrei e la loro deportazione continuò, tant'è che tra le 335 vittime dell'eccidio delle Fosse Ardeatine ben 75 erano appartenenti alla comunità ebraica romana, considerati "assimilabili" ai cosiddetti Todeskandidaten, ovvero i prigionieri detenuti a Roma già condannati a morte o all'ergastolo e quelli colpevoli di atti che avrebbero probabilmente portato ad una loro condanna a morte, sui quali avrebbe dovuto essere esercitata la rappresaglia tedesca per l'attentato di via Rasella.
Del resto, che la persecuzione degli ebrei romani continuasse anche dopo il rastrellamento del ghetto, è dimostrato dalla preoccupazione del Pontefice per la sorte degli ebrei romani scampati alla grande razzia: come è stato recentemente rivelato dal Vaticano per bocca del segretario di Stato cardinale Tarcisio Bertone, il 25 ottobre 1943 Pio XII emanò una direttiva riservata a tutti gli ecclesiastici italiani in cui indicava come necessario fornire aiuto agli israeliti invitandoli ad "ospitare gli ebrei perseguitati dai nazisti in tutti gli istituti religiosi, ad aprire gli istituti o anche le catacombe".
Non mancarono, effettivamente, forme di resistenza passiva da parte di prelati come Roberto Ronca e Pietro Palazzini e di tutto il clero che, in generale, rispose con l'accoglimento clandestino nei conventi e nelle strutture religiose cristiane di 4 447 ebrei censiti.
Numerosissime analoghe forme di accoglimento della popolazione ebraica furono effettuate da parte di comuni cittadini, mentre altri li denunceranno per incassare la taglia promessa dai tedeschi per la loro cattura. È tristemente nota la storia di Celeste Di Porto, diciannovenne ebrea soprannominata "Pantera Nera", che divenne amante di un agente di pubblica sicurezza e denunciò al proprio compagno numerosi correligionari, ivi compresi alcuni parenti.

## I sopravvissuti
Il numero complessivo dei deportati di religione ebraica nel periodo dell'occupazione tedesca di Roma fu di 2 091 (1 067 uomini, 743 donne e 281 bambini); di essi, riuscirono a tornare solo in 101 (73 uomini, 28 donne, nessun bambino).
Di coloro che furono deportati il 16 ottobre 1943 solo 16 rientrarono in patria (15 uomini e una donna; nessun bambino sotto i 14 anni). Il più anziano era Cesare Di Segni (nato nel 1899) e il più giovane era Enzo Camerino (nato nel 1928). Questi i loro nomi:
1. Michele Amati (Roma, 20 ottobre 1926 - Roma, 26 giugno 1984), liberato a Buchenwald il 4 aprile 1945[51]
2. Lazzaro Anticoli (Roma, 3 gennaio 1910 - Roma, 18 gennaio 2000), liberato a Stolberg l'8 maggio 1945[52]
3. Enzo Camerino (Roma, 2 dicembre 1928 - Montréal, 2 dicembre 2014), liberato a Buchenwald in data ignota, tornato a Roma il 9 giugno 1945
4. Luciano Camerino (Roma, 23 luglio 1926 - Firenze, 1 novembre 1966), liberato a Buchenwald in data ignota[53]
5. Cesare Di Segni (Roma, 5 agosto 1899 - Roma, 23 dicembre 1978), liberato ad Auschwitz il 27 gennaio 1945[54]
6. Lello Di Segni (Roma, 4 novembre 1926 - 26 ottobre 2018), liberato a Dachau il 29 aprile 1945, figlio di Cesare Di Segni
7. Angelo Efrati (Roma, 29 aprile 1924 - Roma, 23 dicembre 2008), liberato a Ravensbrueck il 2 maggio 1945[55]
8. Cesare Efrati (Roma,  2 maggio 1927 - Roma, 2 maggio 2008), liberato a Flossenburg il 22 maggio 1945, fratello di Angelo Efrati[56]
9. Sabatino Finzi (Roma, 8 gennaio 1927 - Roma, 24 maggio 2012), liberato a Buchenwald l'11 aprile 1945[57]
10. Ferdinando Nemes (Fiume, 8 giugno 1921 - ...), liberato a Buchenwald l'11 aprile 1945
11. Mario Piperno (Roma, 6 giugno 1916 - Ostia, 21 maggio 2003), liberato a Dachau il 29 aprile 1945[58]
12. Leone Sabatello (Roma, 18 marzo 1927 - 5 ottobre 2008), liberato a Ravensbrueck il 30 aprile 1945
13. Angelo Sermoneta (Roma, 10 giugno 1913 - ...), liberato a Dachau il 29 aprile 1945
14. Isacco Sermoneta (Roma, 8 marzo 1912 - Roma, 1991), liberato a Monaco il 1º maggio 1945[59]
15. Settimia Spizzichino (Roma, 15 aprile 1921 - Roma, 3 luglio 2000), liberata a Bergen Belsen il 15 aprile 1945
16. Arminio Wachsberger (Fiume, 4 novembre 1913 - Milano, 24 aprile 2002), liberato a Dachau il 29 aprile 1945

Anche Fiorella Anticoli ed Enrica Spizzichino furono liberate, ma morirono nei giorni immediatamente successivi alla loro liberazione.
Nel 2009 le testimonianze di Enzo Camerino, Lello Di Segni, Sabatino Finzi, Leone Sabatello, Settimia Spizzichino e Arminio Wachsberger sono state raccolte da Marcello Pezzetti nel volume Il libro della Shoah italiana (Torino, Einaudi), nell'ambito di una ricerca del Centro di Documentazione Ebraica Contemporanea intesa a raccogliere "i racconti di chi è sopravvissuto".
Con le morti di Enzo Camerino il 2 dicembre 2014 e di Lello Di Segni il 26 ottobre 2018 sono scomparsi gli ultimi sopravvissuti del rastrellamento.

## Cinematografia
- L'oro di Roma, regia di Carlo Lizzani - (1961)
- 16 ottobre 1943 – film documentario di Ansano Giannarelli, (1961)
- La linea del fiume, regia di Aldo Scavarda - (1976)
- Roma, 16 ottobre 1943: cronaca di un'infamia, regia di Pino Passalacqua - (1983)
- La finestra di fronte, regia di Ferzan Özpetek - (2003)
- Sotto il cielo di Roma, regia di Christian Duguay - (2010)
- La Razzia - Roma, 16 ottobre 1943 di Marcello Pezzetti e Liliana Picciotto, regia di Ruggero Gabbai, Italia, 2018, 60', prodotto dalla Fondazione Museo della Shoah di Roma[64][65]
- Freaks Out, regia di Gabriele Mainetti - (2021)
- L'ultima volta che siamo stati bambini, regia di Claudio Bisio - (2023)